# Smirenost
Smirenost je sposobnost — osećanje čoveka da čak i u neprijatnim, nelagodnim, frustrirajućim i sličnim situacijama ostane smiren i pravilno razmišlja. Osobe koje su smirene obično sporije razmišljaju ali zato smišljaju bolja rešenja za probleme u kojima su se našli. 

## Psihologija
Psiholozi tvrde da se smirenost može uvežbati (na neki način). Veliki broj ljudi je nesiguran u sebe i ima tremu kada treba da održi javni govor ili nastup, tada obično crveni u licu, otežano diše, preterano se znoji i oseća se nervozno. Veličanjem sebe (npr. Hajde, Marko, možeš ti to!), trema se obično prevaziđe i tada dolazi do smirenosti organizma.